# Захват Менорки (1798)
Захват острова Менорка (англ. Capture of Minorca) — одна из боевых операций во время Французских революционных войн, произошедшая в ноябре 1798 года, когда британская эскадра, воспользовавшись тем, что большая часть испанского флота была заперта в своих портах, захватила испанский остров Менорка (Балеарские острова). Крупные силы под командованием генерала Чарлза Стюарта высадились на остров и практически без кровопролития за восемь дней вынудили его испанский гарнизон сдаться. Англичане занимали остров в течение четырёх лет, используя его в качестве основной военно-морской базы, пока остров не был передан обратно Испании после заключения Амьенского мира в 1802 году. И хотя мирный договор просуществовал недолго, Англия больше не предпринимала попыток вновь захватить Менорку.

## Предыстория
Первоначально остров принадлежал Испании, но 1708 году, во время Войны за испанское наследство, Менорка была оккупирована англичанами и стала владением Великобритании согласно условиям Утрехтского мирного договора (1713 год). Британцы сохраняли свои владения до 1783 года, когда остров был возвращен Испании после заключения Парижского мира (1783 год). Во время английского господства остров использовался как военно-морская база, но оказался довольно уязвимым для захвата испанскими или французскими силами, как показал пример двух осад в 1756 и 1781 годах.
Хотя Великобритания и Испания первоначально вступили в французские войны как союзники, в 1796 году Испания перешла на сторону Франции и вступила в войну с Англией. Британцы пытались установить контроль над Средиземным морем, но столкнулись с отсутствием подходящих морских баз. После провала установления британского присутствия в Корсике,
англичане переключились на другие цели, такие как Менорка, Мальта и Эльба. После того, как французский средиземноморский флот
был уничтожен при Абукире, граф Сент-Винсент был полон решимости восстановить британскую гегемонию в Средиземноморье.
Чтобы достигнуть своей цели, его флот нуждался в наличии хорошо защищенной глубоководной гавани, которая не могла быть атакована со стороны суши. Лучшей островной гаванью в Западном Средиземноморье был Порт-Маон на Менорке, где находилась большая современная верфь, включающая пристань для килевания судов, вместительные склады и специально построенный морской госпиталь. В конце октября Сент-Винсент решил послать экспедицию для захвата Менорки, которая отбыла 19 октября 1798 года. Экспедиционные силы прибыли к острову 7 ноября.

## Захват острова
7 ноября к берегам Менорки подошла эскадра под командованием коммодора Джона Томаса Дакворта. Эта эскадра включала в себя: два 74-пушечных линейных корабля третьего ранга (Leviathan и Centaur), два 44-пушечных корабля пятого ранга (Argo и Dolphin), 28-пушечный фрегат Aurora, 20-пушечный шлюп Cormorant, 16-пушечный шлюп Peterel, а также несколько вооруженных «купцов» и транспортные суда. На судах британской эскадры плыли 3528 солдат, 153 офицеров и 600 швейцарцев — отряд под командованием генерала Чарльза Стюарта. Первоначально англичане планировали высадиться в районе деревни Форнельс. Но сильный ветер, дующий со стороны залива, вынудил англичан отправить транспорты в сопровождении Argo, Aurora и Cormorant к находящемуся неподалеку ручью Аддай. Два линейных корабля остались возле залива Форнельс, чтобы отвлечь внимание противника. Когда транспорты подошли к устью ручья Аддай, по ним открыла огонь испанская батарея из восьми 12-фунтовых орудий, но когда к батарее приблизились Argo и его товарищи, испанцы взорвали батарею и сбежали. После этого транспорты смогли свободно пристать к берегу и в 11 часов высадили один батальон солдат, без малейшего сопротивления. Солдаты сразу завладели соседней высотой, и, при огневой поддержке трех судов прикрытия, отогнали две дивизии испанских войск, которые наступали, чтобы восстановить контроль над батареей. К 6 часам вечера все войска, вместе с восемью 6-фунтовыми полевыми орудиями и двумя гаубицами выгрузились на берег. Следующие два дня английские войска продолжали двигаться вглубь острова. 9 ноября отряд в 300 человек под командованием полковника Пейджа, вступил в Маон и вынудил Форт-Чарльз сдаться, что открыло англичанам доступ в гавань. Туда, как в более безопасное место, отправились Aurora, Cormorant и транспорты.
Поздно вечером 11 ноября коммодор Дакворт, который перенес свой вымпел обратно на Leviathan, а затем стоял на якоре в Форнельсе, получил информацию что четыре корабля «предположительно линейные» были замечены между островами Менорка и Майорка. Коммодор сразу же вышел в море на Leviathan в сопровождении Centaur, Argo, и нескольких вооруженных «купцов» и направился к Сьюдадела. На рассвете 13 ноября на расстоянии восьми или девяти миль к юго-востоку от Сиудаделы, были замечены пять кораблей. Немедленно началось преследование. Неизвестные суда оказались четырьмя испанскими фрегатами — Flora, Casilda, Proserpine и Pomona, идущими из Барселоны в Маон. За день до этого, 12 ноября, испанцам удалось захватить британский шлюп Peterel и теперь они буксировали его на Майорку. Peterel был отбит Argo, но испанским фрегатам удалось уйти от погони.
Вернувшись 16 ноября со своей эскадрой к Сиудаделе, Дакворт узнал, что город был взят Стюартом 14 ноября, а 15 числа капитулировал и весь остров. В плен сдались по разным оценкам от 3 до 4 тысяч солдат. Добычей англичан стали большие запасы материалов и оружия. На стапелях Маона находился недостроенный бриг, который позже был закончен англичанами и получил название Port-Mahon. В руки британцев попали также несколько канонерских лодок и три торговых судна.

## Последствия
За операцию по захвату острова Джон Томас Дакворт был представлен Сент-Винсентом к титулу баронета, но не получил никакой награды. Генерал Чарльз Стюарт был награждён орденом Бани и стал первым губернатором Менорки. По состоянию здоровья в середине 1799 года он вернулся в Англию. Его преемником на посту губернатора стал генерал Сент-Клер Эрскин. Он проявил большой интерес к укреплению обороны и потому просил адмирала Горацио Нельсона прислать корабли для защиты. Нельсон прислал контр-адмирала Томаса Дакворта с шестью линейными кораблями, а 12 октября 1799 года сам посетил остров. Он попросил выделить ему 2000 солдат, чтобы выгнать французов с Мальты, но получив отказ покинул остров 18 числа. Последним британским губернатором Менорки был генерал Генри Фокс, который после был назначен главнокомандующим британскими вооруженными силами в Средиземноморье и перенес свою штаб-квартиру на остров Мальта.
Согласно Амьенскому миру, заключенному в 1802 году, Менорка должна была быть возвращена Испании. Возвращение Менорки и других средиземноморских баз встретило ожесточенное сопротивление многих английских офицеров, в том числе Горацио Нельсона, которые выступил в палате лордов против этого решения. Несмотря на эти протесты Договор был заключен, и британский коммандер Ричард Бикертон руководил британской эвакуацией. Вскоре вновь началась война, но
британцы больше не предпринимали попыток захватить Менорку.